# 浅井筑紫雄
浅井 筑紫雄（あさい の つくしお、生没年不詳）は、平安時代前期の官人。姓は直。

## 経歴
元慶3年（879年）1月、左近衛将監で外従五位下に叙された。他の事績は不明。

## 官歴
『日本三代実録』による。
- 時期不詳：左近衛将監
- 元慶3年（879年）1月7日：外従五位下